# Javiera Acevedo
Javiera Soledad Acevedo Ludwig (Santiago, 26 de marzo de 1985) es una actriz y modelo  chilena, conocida por su rol de Kika Kunstmann en la adaptación chilena de la serie Tres son multitud. Adquirió gran popularidad al ser panelista del programa Así somos de La Red entre 2009 y 2011.

## Biografía
Se inició a los 10 años como modelo de comerciales, de los cuales ha grabado cerca de 150. Estudió ingeniería comercial en la Universidad Andrés Bello.

### Carrera televisiva
Su primera participación en televisión fue como azafata en la primera temporada del programa juvenil El último pasajero durante el 2006. Al año siguiente, fue panelista del matinal de La Red Pollo en Conserva, el cual abandonó a los pocos meses para protagonizar la adaptación chilena de la sitcom Tres son multitud de Mega, donde obtuvo el rol de Kika Kunstmann tras un casting.
En 2008 estuvo en Chilevisión, para grabar Mis años grossos, adaptación local de That's 70s Show, y en paralelo fue parte del programa cómico El club de la comedia.
Sin embargo, fue su llegada al programa de trasnoche de La Red, Así somos, donde Acevedo alcanzó su peak de popularidad. Fue elegida como Reina Guachaca en 2010, y tal popularidad hizo que los ejecutivos de su casa televisiva la eligieran para estar en el grupo de animadores en el cierre en el Estadio Nacional de la Teletón de ese año. En el programa se mantuvo hasta fines de 2011.
También estuvo en el elenco de la segunda temporada de la sitcom La Colonia encarnando a Ona, una joven indígena pero que su apariencia es la de una europea.
Tras eso, ha tenido variadas participaciones en televisión como una participación especial en el reality Mundos opuestos de Canal 13, conductora de SCL Moda en Canal 13 Cable y jurado de Apuesto por ti en TVN, entre muchos otros.
En 2014 Javiera confirmó su candidatura para la reina del festival de Viña 2014; siendo la carta de TVN para alcanzar el título en Viña del Mar y compitiendo con Sigrid Alegría de Canal 13, a Karen Paola de Mega, y la cantante mexicana Ninah, que compite en la Competencia Internacional de Viña 2014. Finalmente Sigrid Alegría se consagró como la nueva reina del Festival de la Canción de Viña del Mar con 152 votos, Javiera consiguió 47 votos de la prensa acreditada, quedándose en el 3° lugar.

### En el cine
Javiera Acevedo hizo su primera incursión cinematográfica en Stefan v/s Kramer donde se encarnó a sí misma, pero que no se trató de un cameo, sino que de una participación a lo largo de toda la película.
En 2013 protagonizó El babysitter junto a Denise Rosenthal y Sebastián Badilla, siendo su primer trabajo con este último quien también oficia de director, y que la ha tenido en sus siguientes producciones.

## Filmografía

### Películas
| Películas | Películas         | Películas    | Películas    | Películas                                     |
| Año       | Título            | Personaje    | Papel        | Director                                      |
| --------- | ----------------- | ------------ | ------------ | --------------------------------------------- |
| 2012      | Stefan v/s Kramer | Ella misma   | Secundario   | Stefan Kramer-Sebastian Freund-Eduardo Prieto |
| 2013      | El Babysitter     | Sol          | Protagonista | Sebastián Badilla                             |
| 2014      | Mamá ya crecí     | Ana Verónica | Protagonista | Sebastián Badilla                             |
| 2015      | Maldito Amor      | Josefa       | Protagonista | Sebastián Badilla                             |

### Series
| Series | Series            | Series                   | Series      | Series |
| Año    | Título            | Personaje                | Rol         |        |
| ------ | ----------------- | ------------------------ | ----------- | ------ |
| 2007   | Tres Son Multitud | Kika Kunstmann           | Mega        |        |
| 2007   | BKN               |                          | Mega        |        |
| 2009   | Mis Años Grossos  | Claudia Molina           | Chilevisión |        |
| 2010   | Mujeres de lujo   | Francisca Correa / Ámbar | Chilevisión |        |
| 2010   | 40 y tantos       | Isabella Perez           | TVN         |        |
| 2011   | La Colonia        | Ona Saéz                 | Mega        |        |
| 2013   | Separados         | Paula Errázuriz          | TVN         |        |
| 2014   | Centro de alumnos | Invitada                 | Mega        |        |

### Programas de radio
- Dos damas y un vagabundo (Radio La Clave, 2015) - Conductora

### Programas de televisión
- El último pasajero (TVN, 2006) - Modelo
- Pollo en Conserva (La Red, 2007) - Panelista
- El club de la comedia (Chilevisión, 2008-2009) - Monólogos y gags
- Tiempo límite (Canal 13, 2009) - Coanimadora
- Improvisa o muere (TVN,2009) - Invitada
- Así somos (La Red, 2009-2011) - Panelista
- Circo romano (UCV, 2012) - Panelista
- Mundos opuestos (Canal 13, 2012-2013) - Presentadora
- SCL Moda (Canal 13C, 2012) - Conductora
- Mi Nombre es.. VIP (Canal 13, 2012) - Participante
- Apuesto por ti (TVN, 2012-2013) - Jueza
- Vértigo (Canal 13,2012) - Invitada
- Juga2 (TVN, 2013) - Capitana
- La Divina Comida (Chilevisión, 2016) - Participante anfitriona
- Toc Show (TV+, 2018-2019) - Panelista
- Podemos hablar (Chilevisión, 2019) - Invitada
- ¿Quién es la máscara? (Chilevisión, 2021) - Participante como Helada
- Top Chef VIP Chile (Chilevisión, 2024) - Ganadora